# Questprobe featuring Spider-Man
Questprobe Featuring Spider-Man, también llamado Questprobe 2: Spiderman en pantalla y titulado Spider-Man en ediciones posteriores, es un videojuego de aventura conversacional lanzado en 1984 para PC, creado por Scott Adams y basado en el personaje de Marvel Comics, Spider-Man. Es el segundo título de la serie Questprobe.

## Trama
El jugador interpreta a Spider-Man que, como Hulk en el capítulo anterior, es probado por el misterioso "Chief Examiner". Aventurándose dentro de un rascacielos, su trabajo es recuperar una serie de gemas. Durante la aventura, recibe la ayuda de Madame Web y se encuentra como oponentes Electro, Sandman, Mysterio (Quentin Beck), Ringmaster, Doctor Octopus, Lizard y Hydro-Man. En algunas de las ediciones, el manual también contiene un cómic que presenta la historia del juego.

## Jugabilidad
El juego es una típica aventura conversacional, controlado con un sistema de comando enriquecido en comparación con el anterior Hulk. También se admiten oraciones complejas, concatenaciones de varios comandos y abreviaturas de una letra.
En la mayoría de las plataformas hay ilustraciones gráficas de la escena actual en la parte superior de la pantalla, pero en las menos poderosas, como Commodore 16 y Electron, las descripciones son puramente textuales. En el caso del Commodore 64 existen dos versiones, europea y estadounidense, con diferente apariencia gráfica.